# Spagna (metropolitana di Roma)
Spagna è una stazione della linea A della metropolitana di Roma.

## Storia
I primi tratti della linea A furono messi in cantiere nel 1964, ma alcuni ritardi operativi ne fecero slittare i lavori; quelli nel tratto dopo Barberini e nel centro storico, ivi compresi quelli che interessavano Spagna, iniziarono nel 1970.
Il 16 febbraio 1980, giorno di messa in esercizio al pubblico della nuova linea, Spagna fu inaugurata insieme alle altre stazioni della tratta Ottaviano-Anagnina.
A latere dei lavori della metropolitana, e indipendentemente da essi, la Condotte d'Acqua stava realizzando un parcheggio multipiano sotto Villa Borghese, con accesso da piazzale Brasile; il lavoro fu ultimato nel 1972 e il fabbricante predispose un tunnel pedonale di collegamento tra l'atrio del parcheggio e il corridoio d'ingresso della fermata Spagna.
Il 23 marzo 2019, dopo la messa sotto sequestro di Barberini per un problema alle scale mobili, anche questa stazione fu chiusa. La chiusura è durata circa un mese e mezzo: il 7 maggio 2019, infatti, la stazione ha riaperto al pubblico.
Dal 15 luglio 2024 la stazione è stata chiusa per lavori di ristrutturazione e ammodernamento. Venne riaperta il 3 ottobre 2024.

## Struttura e impianti
L'uscita principale della fermata è su vicolo del Bottino, un breve tratto di strada che conduce alla piazza.
Un'altra uscita, collegata tramite una serie di marciapiedi mobili, si trova nelle vicinanze di Porta Pinciana e dell'omonimo ingresso di Villa Borghese.
Oltre a quello principale su vicolo del Bottino, quindi, gli accessi più distanti alla fermata, situati a circa 520 metri dalla stessa, si trovano sui due lati di via Vittorio Veneto, in prossimità di porta Pinciana e nella piazza ipogea del citato parcheggio sotterraneo. Un'ulteriore entrata si trova sul Pincio in prossimità della chiesa della Trinità dei Monti.

## Interscambi
- Fermata autobus ATAC

## Servizi
La stazione dispone di:
- Biglietteria a sportello
- Biglietteria automatica